# Cantonul Chaville
Cantonul Chaville este un canton din arondismentul Boulogne-Billancourt, departamentul Hauts-de-Seine, regiunea Île-de-France, Franța.

## Comune
| Comune             | Populație (1999) | Cod poștal | Cod INSEE |
| ------------------ | ---------------- | ---------- | --------- |
| Chaville           | 18.126           | 92.370     | 92 022    |
| Marnes-la-Coquette | 1.680            | 92.430     | 92 047    |
| Vaucresson         | 8.130            | 92.420     | 92 076    |
| Ville-d'Avray      | 11.393           | 92.410     | 92 077    |